# Costa dels Pins
Costa dels Pins o Costa des Pins és una urbanització costanera del terme municipal de Son Servera. Està situada al vessant sud de la serra de Son Jordi, i a prop del cap des Pinar. En aquesta urbanització hi solen estiuejar nombrosos famosos com l'Ana Obregón, el Carlos Sainz o en Pedro J. Ramírez